# Lin (ryba)
Lin (Tinca tinca) – gatunek słodkowodnej ryby z rodziny karpiowatych (Cyprinidae), jedyny przedstawiciel rodzaju Tinca. Występuje prawie w całej Europie i północnej Azji po środkową Syberię. Introdukowany na wszystkich kontynentach z wyjątkiem Antarktydy. W niektórych regionach uważany za gatunek inwazyjny. Bytuje przeważnie w płytkich jeziorach i stawach o gęstej roślinności wodnej i mulistym dnie oraz w wolno płynących rzekach. Osiąga długość do 70 cm i wagę do 7,5 kg. Występuje u niego dymorfizm płciowy, przejawiający się w różnicy długości płetw piersiowych i brzusznych, które u samca są dłuższe, oraz grubszym drugim promieniem płetwy brzusznej u osobników męskich. Ciało koloru od ciemnozielonego na grzbiecie, przez oliwkowozielone po bokach, do żółtawobiałego na brzuchu. Dorosłe liny żywią się przede wszystkim tym, co znajdą w mule – skorupiakami bentosowymi, drobnymi ślimakami, detrytusem, stąd często w ich przewodzie pokarmowym znaleźć można piach, muł i szczątki organizmów żywych. Dojrzałość płciową osiągają w wieku 2–6 lat, w Polsce zazwyczaj w 3–4 roku życia. Gatunek cechuje duża płodność. Samice są w stanie wytworzyć do miliona komórek jajowych, najczęściej jest to 360 000–400 000. Jest rybą ostrożną i żyjącą samotnie. Stanowi popularny gatunek hodowlany. IUCN uznaje ją za gatunek najmniejszej troski. W Polsce obowiązuje 25–centymetrowy wymiar ochronny.

## Rozmieszczenie geograficzne
Część naukowców przypuszcza, że gatunek pojawił się w miocenie. Jako obszar jego najwcześniejszego występowania podaje się Syberię. W pliocenie lin pojawił się na Półwyspie Apenińskim. W okresie zlodowaceń plejstoceńskich zasięg jego występowania objął również środkową Europę. Po ustąpieniu lądolodu przesunął się jeszcze bardziej w kierunku północnym, nie przekraczając jednak 61°30'N. Naturalnie występuje w Eurazji. Współcześnie zasiedla wody śródlądowe, głównie nizinne rzeki i jeziora, prawie całej Europy, z wyłączeniem zachodniego wybrzeża Półwyspu Bałkańskiego, w szczególności Dalmacji, zlewiska Oceanu Arktycznego, tj. północnej części Półwyspu Skandynawskiego i północno-wschodniej Europy, Irlandii, Islandii, północnej Szkocji, południowej Grecji i Półwyspu Krymskiego. W górach widywany do wysokości 1600 m n.p.m., również w Alpach. Spotykany bywa także w słonawych, przybrzeżnych wodach morskich, np. w zalewach Morza Bałtyckiego. W Azji sięga środkowej Syberii. Występuje w środkowym biegu rzek Ob, Irtysz i Jenisej. Notowany także w Bajkale. Jego południowy zasięg zahacza o Kaukaz i Azję Mniejszą. W Azji Środkowej nie występuje. W Polsce gatunek pospolity, obecny w całym kraju, z wyjątkiem wyższych partii Tatr, głównie jednak na obszarach nizinnych. Introdukowany już od XIX wieku w wielu regionach świata, w tym Afryce północnej i południowej, w Australii, Nowej Zelandii i Tasmanii, Indiach, Ameryce Północnej i Chile, prawdopodobnie także gdzie indziej. W USA odnotowany w 38 stanach. Licznie występuje w dorzeczu Missisipi i w rzece Potomak. Do Stanów Zjednoczonych gatunek trafił z Niemiec, przetransportowany przez członków U.S. Fish Commission w 1877, prawdopodobnie dla celów żywieniowych i wędkarstwa sportowego. Bywa również traktowany jako gatunek inwazyjny, jak np. w Wielkich Jeziorach, gdzie populacja linów jest stale monitorowana, tak by ograniczyć negatywne skutki jego bytowania w stosunku do rodzimych gatunków i jakości wody.

## Biotop
Lin żyje głównie w płytkich, szybko nagrzewających się jeziorach i stawach, z bujną roślinnością wodną i mulistym dnem, oraz w wolno płynących, nizinnych rzekach, o ilastym dnie, w miejscach zacisznych i zarośniętych, tj. w spokojnych zakolach, łachach i starorzeczach. Najliczniej jednak pojawia się w spokojnych, mulistych zbiornikach o głębokości do 2 metrów, z obfitą roślinnością. W głębszych jeziorach bytuje w strefie przybrzeżnej. Dobrze rozwinięta roślinność wodna, wśród której w Polsce są m.in. osoka aloesowata i różne gatunki rdestnic, zapewnia ochronę przed drapieżnymi gatunkami ryb. Dla narybku lina niebezpieczne są zwłaszcza szczupak pospolity, okoń pospolity i węgorz europejski. Jest wyjątkowo odporny na niekorzystne warunki środowiska, w którym bytuje, w tym duże amplitudy temperatury wody, w zakresie od 4 do 24 °C, i okresowy niedobór tlenu. Nie toleruje jednak wody o zbyt kwaśnym odczynie – poniżej 5,5 w skali pH, ani o odczynie zbyt zasadowym – powyżej 9,0 w skali pH. Wiadomo, że pojawia się również w wodach słonawych, np. w zalewach Morza Bałtyckiego.

## Morfologia

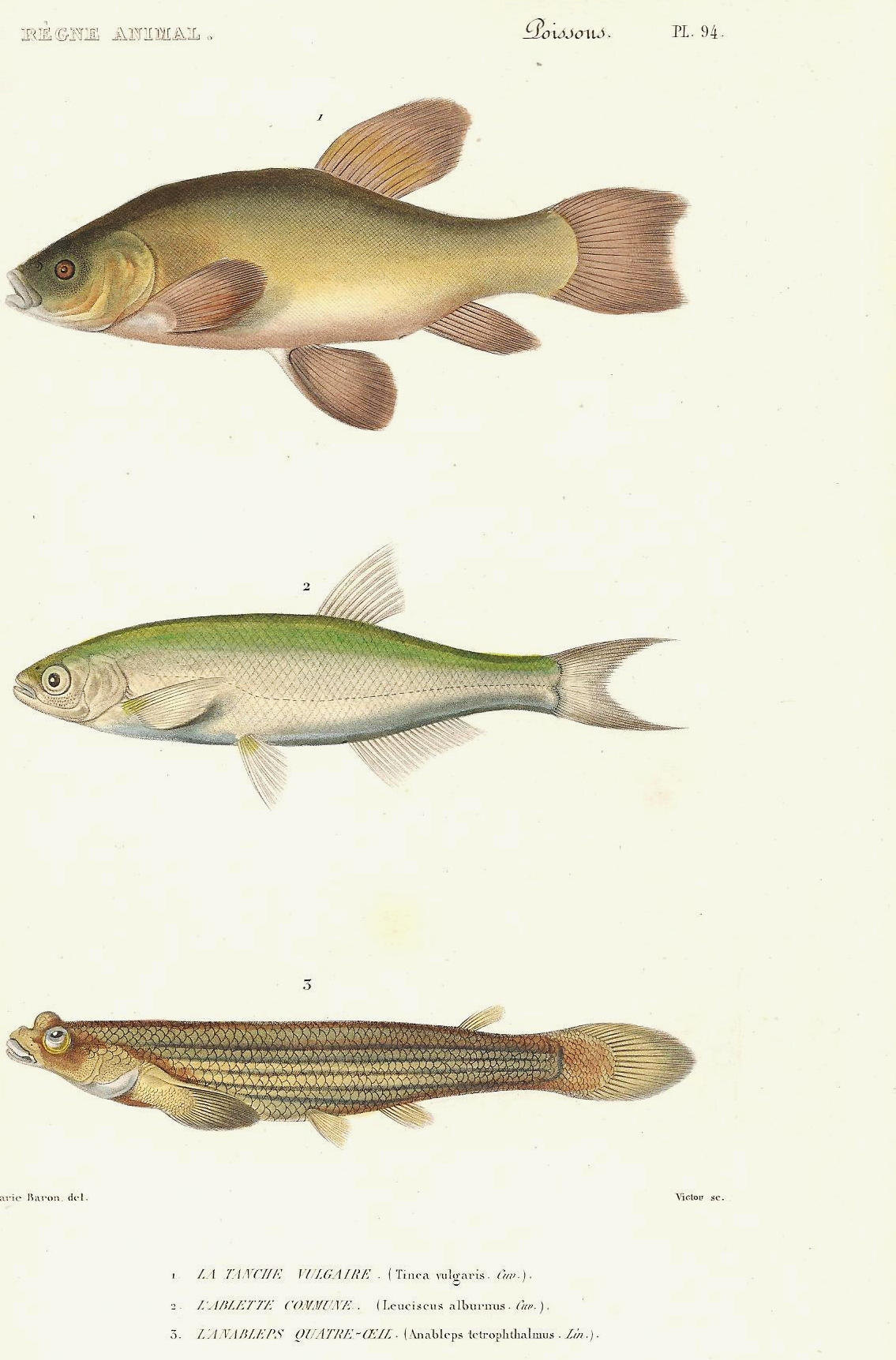
Ilustracja przedstawiająca (od góry) lina, ukleję pospolitą i czworooka

Ciało lina jest szerokie, charakteryzuje się zwartą budową, sprawia wrażenie mocnego. Ma szeroki i krótki trzon ogonowy. Tułów i stosunkowo mała, trójkątna głowa z małymi oczami, która stanowi od 22,4 do 25,4% całkowitej długości ciała, są bocznie spłaszczone. Tęczówka koloru od pomarańczowego do czerwonego. Otwór gębowy mały, końcowy, w kącikach pyska znajdują się niewielkie wąsy. Zęby gardłowe są jednorzędowe, ułożone w sekwencji 4–5 lub 5–5, sporadycznie również 4–4, 3–5, 4–3. W porównaniu z innymi karpiowatymi cechuje się niedużym wygrzbieceniem. Największe przypada na odcinek przed płetwą grzbietową, u linów hodowanych w stawach jest mniejsze niż u tych żyjących w środowisku naturalnym. Gruba skóra jest śluzowata, pokryta drobnymi owalnymi łuskami cykloidalnymi, ułożonymi zgodnie z kierunkiem osi ciała, po około 95–100 wzdłuż linii. Środek łuski jest przesunięty w stronę pyszczka, od niego odchodzą koncentrycznie listewki sklerytowe. W naskórku dobrze rozwinięte komórki kolbowe. Łuski są głęboko osadzone w skórze i zachodzą na siebie dachówkowo. Wszystkie płetwy są zaokrąglone. Płetwy grzbietowa i odbytowa są krótkie. Płetwa grzbietowa w zależności od populacji z 11–13 promieniami miękkimi lub 3–4 twardymi i 8–9 miękkimi, płetwa odbytowa z 9–12 miękkimi lub 3–4 twardymi i 6–8 miękkimi. Płetwa ogonowa delikatnie wklęsła, rozpostarta na 19 promieniach. Kręgosłup lina zbudowany jest z 39–41 kręgów. Przewód pokarmowy ma długość równą długości ciała. Osocze średniotoksyczne, mniej toksyczne niż np. u suma czy węgorza, bardziej niż u karpia czy leszcza. U lina występuje wyraźny dymorfizm płciowy. Różnica przejawia się w długości płetw brzusznych, które u osobników męskich są dłuższe i mogą sięgać do płetwy odbytowej. Wydłużanie się tych płetw następuje po drugim roku życia i osiągnięciu około 12 cm długości ciała. W tym czasie znacząco grubieje drugi promień płetwy brzusznej. U samic krótsze są również płetwy piersiowe, ich długość może maksymalnie równać się połowie odległości między płetwą piersiową i brzuszną, podczas gdy u samców płetwy piersiowe mogą dochodzić do płetw brzusznych. Osiąga maksymalną długość do 70 cm, przeciętna 20–30 cm. Maksymalna waga dochodzi do 7,5 kg, przeciętna w zakresie od 1 do 2 kg. W różnych zbiornikach rośnie z różną szybkością. Największy złowiony i odnotowany lin w Polsce mierzył 65 cm i ważył 4,5 kg. Grzbiet jest przeważnie koloru ciemnozielonego lub ciemnobrązowego, brzuch żółtawobiały. Boki oliwkowozielone. Na całym ciele złocisty lub mosiężny połysk. Płetwy ciemne, brunatnoczarne z zielonym połyskiem. Istnieje również hodowlana odmiana lina w kolorze czerwonożółtym.

## Zachowanie i rozwój
Lin jest rybą ostrożną i płochliwą, przez co trudną do zaobserwowania. Żyje samotnie, jedynie w okresie tarła dołącza do stada. Stroni od światła, dlatego dzień zwykle spędza przy dnie. Większą aktywność wykazuje nocą. Rośnie wolno, osiągając maksymalnie 70 cm długości. W pierwszym roku życia przyrost jest największy – około 6–8 cm, czasami do 12. Z każdym kolejnym rokiem wzrost długości ciała jest coraz mniejszy, przy czym od piątego roku życia następuje jego wyraźne spowolnienie. Z kolei roczne przyrosty masy ciała, poczynając od pierwszego roku, są coraz większe. Zdecydowany spadek zaznacza się dopiero po siódmym roku życia. Dożywa maksymalnie 20 lat.

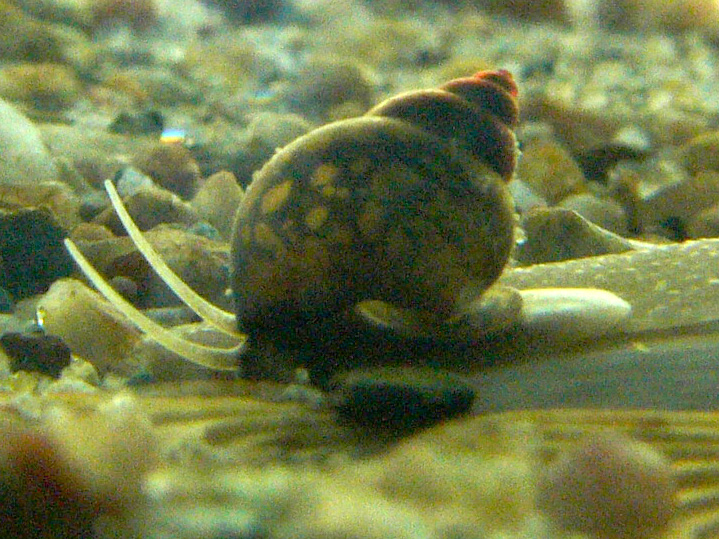
Zagrzebka pospolita – jeden ze składników diety lina

### Odżywianie
Dieta lina jest zróżnicowana i zależna od typu środowiska, które zasiedla, a także od sezonowej dostępności. Narybek w początkowej fazie rozwoju odżywia się pierwotniakami, glonami i skorupiakami planktonowymi, wśród których są widłonogi i wioślarki. Z czasem w diecie lina pojawiają się larwy jętek i muchówek z rodziny ochotkowatych i wodzieniowatych, a także małżoraczki, chruściki i drobne ślimaki, jak: zagrzebka pospolita czy zawójka pospolita, oraz większe skorupiaki, np. ośliczka wodna, kiełże, i skąposzczety. Odżywia się także roślinami lub ich zgniłymi częściami. Grzebiąc w mule w poszukiwaniu jedzenia, chętnie zjada martwe szczątki roślin lub zwierząt. Liny hodowane w stawach często są dokarmiane paszą pochodzenia roślinnego – łubinem, żytem, jęczmieniem, owsem, śrutą sojową. W żerowaniu najbardziej aktywny jest wiosną, najmniej pod koniec lata. Gdy temperatura wody spada do 8 °C lin zaprzestaje poszukiwania pożywienia. Zimą, przy temperaturze 4 °C, zapada w odrętwienie i spędza ten czas zagrzebany w mule. W związku z tym, że często żywi się tym, co wygrzebie z mułu, w jego przewodzie pokarmowym znaleźć można piasek, muł i szczątki organizmów żywych. Jelito lina jest krótkie, jego długość równa się długości ciała. Sam lin jest pożywieniem m.in. dla szczupaka pospolitego, sandacza pospolitego i suma pospolitego.

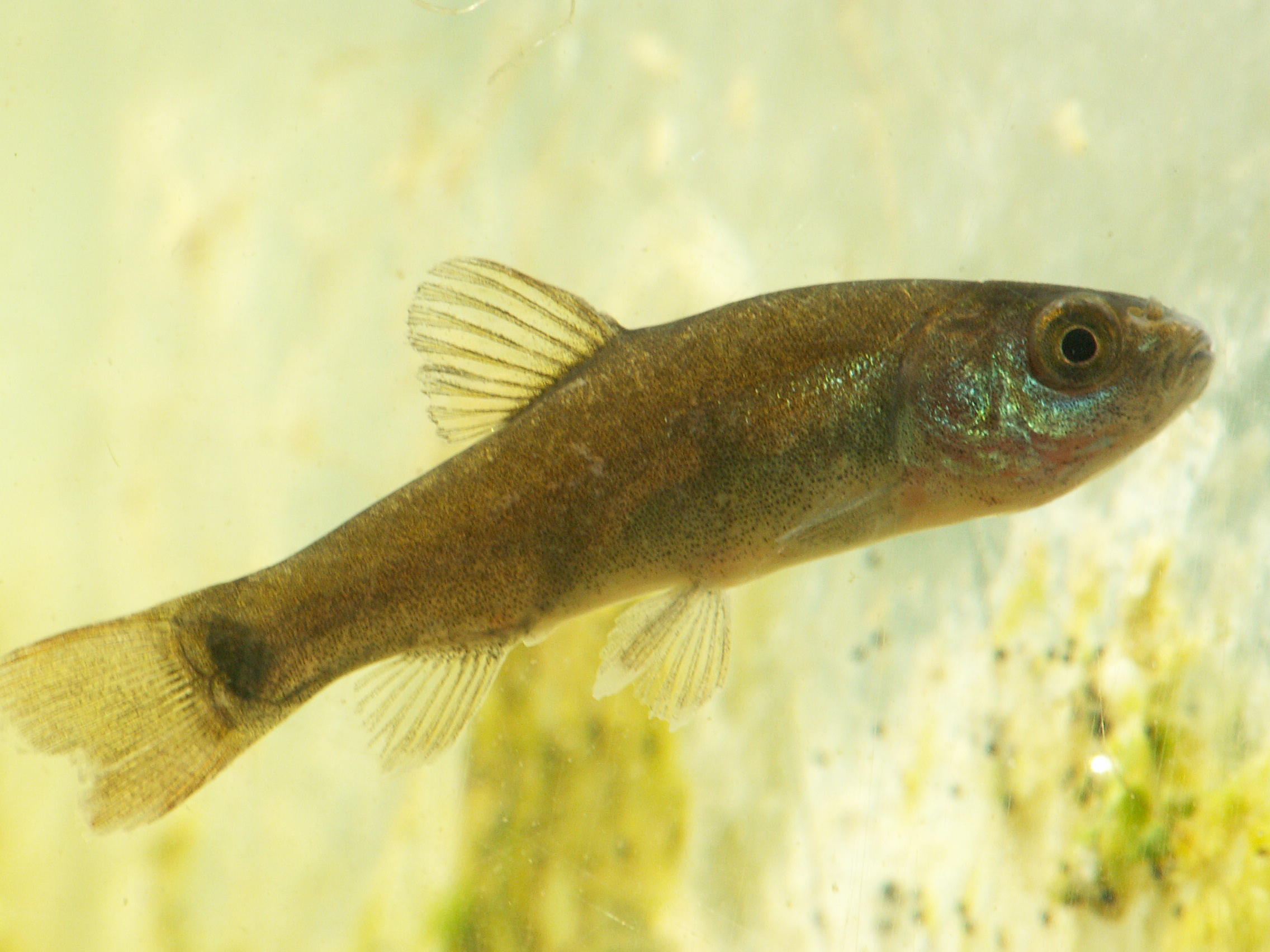
Młody osobnik

### Rozród
Lin osiąga dojrzałość płciową w wieku 2–6 lat, przy długości standardowej 7–25 cm. W wodach polskich dzieje się to z reguły w trzecim lub czwartym roku życia, czasami w drugim, przy średniej długości 14,1 cm i średniej wadze 79 g. Samice dojrzewają później od samców, ale rosną trochę szybciej. U dojrzałych osobników występuje dymorfizm płciowy. Samce mają dłuższe płetwy piersiowe i brzuszne, a także grubszy drugi promień płetwy brzusznej. Trze się stosunkowo późno. Zaczyna w maju, kończy w październiku. W Polsce tarło przypada na czerwiec–sierpień. W środkowej Europie rozpoczyna rozród w temperaturze powyżej 19 lub 20 °C, najczęściej w 22–24 °C. Gatunek cechuje bardzo duża płodność. Liczba jaj w jajnikach może wahać się w granicach od kilku tysięcy do powyżej miliona, przy czym najczęściej jest to 360 000–400 000. W okresie godowym jajniki mogą ważyć od kilku do 440 g i stanowić do 19,5% całkowitej masy ciała samicy. Ikra jest niewielkich rozmiarów, zazwyczaj do 1 mm średnicy. Składanie jaj odbywa się wieloetapowo, w odstępach od kilkudniowych do dwutygodniowych, co spowodowane jest różnym czasem ich dojrzewania. Samica może wydawać jaja od 1 do 9 razy w roku. Odbywa się to w miejscach płytkich i spokojnych z gęstą roślinnością wodną, do której ikra może zostać przyklejona. Proces rozwoju zarodka w jaju w temperaturze 20 °C trwa zwykle około 3 dni. W początkowej fazie rozwoju larwy nie ruszają się. Za pomocą kleistych gruczołów zlokalizowanych w głowie są zahaczone o rośliny. Zaczynają aktywnie żerować po około 6–10 dniach od wylęgu, z chwilą zużycia zawartości woreczka żółtkowego.

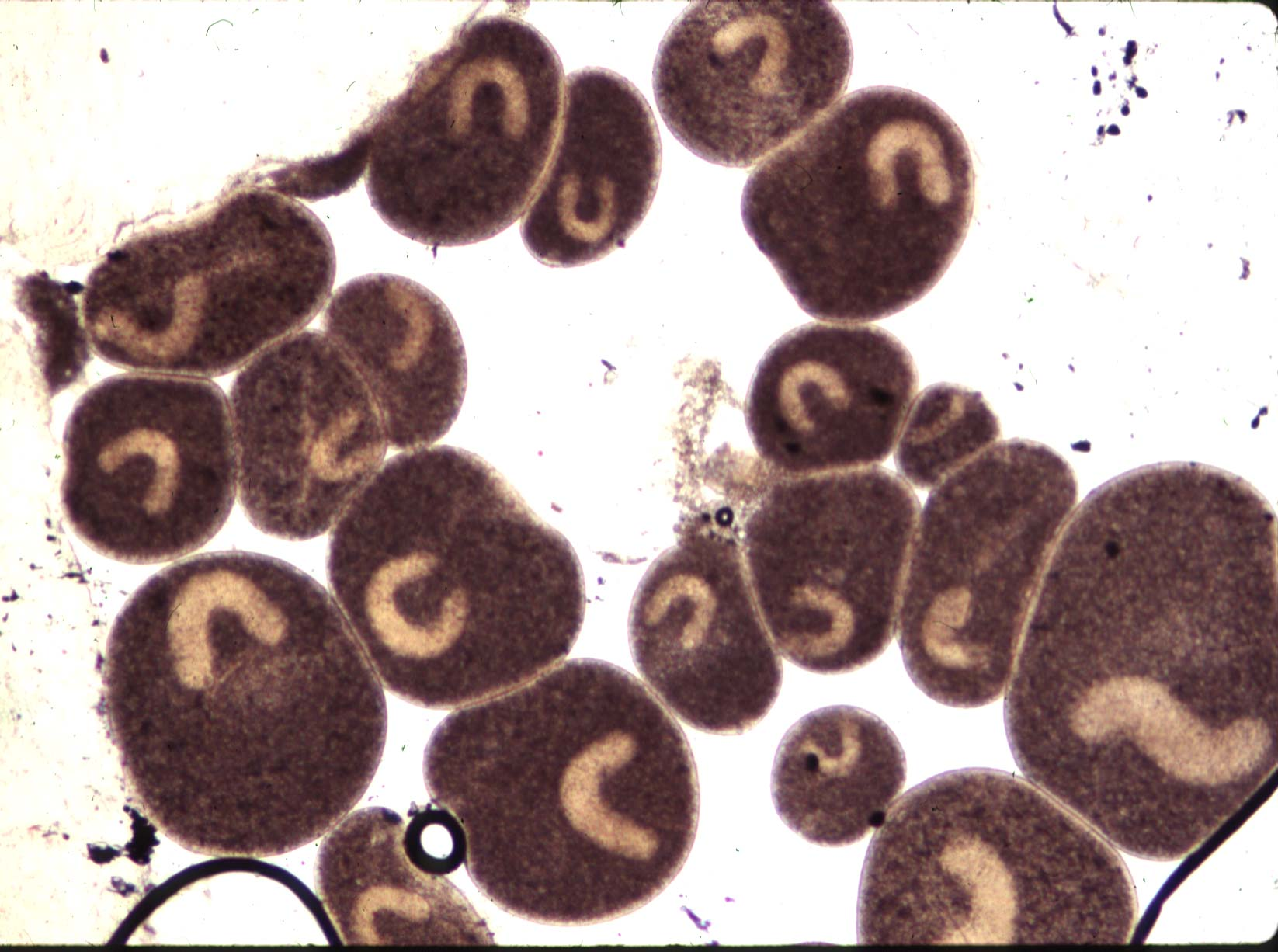
Ichthyophthirius multifiliis jeden z pasożytów lina

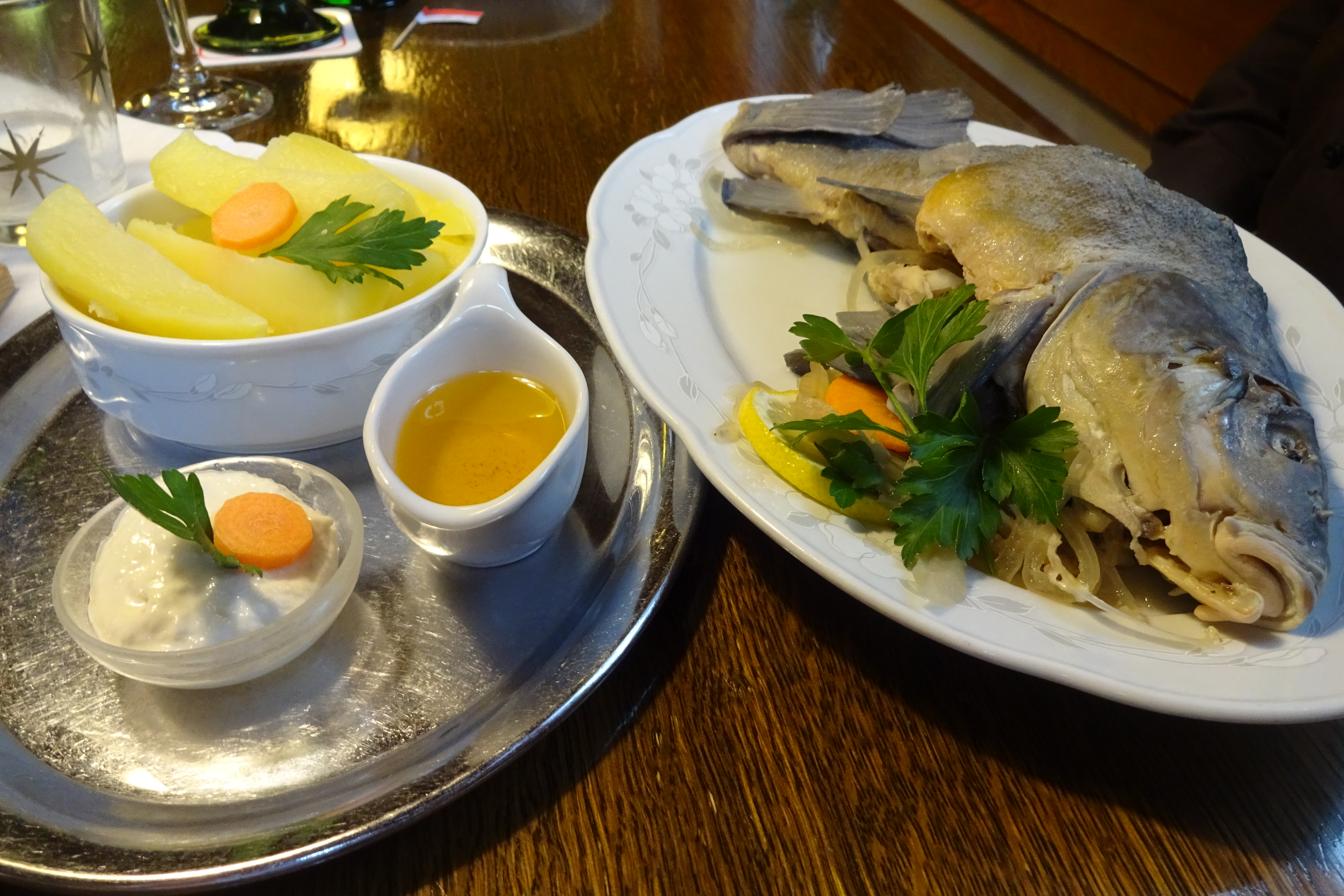
Gotowana niebieska odmiana lina z ziemniakami, masłem i chrzanem

## Pasożyty
Lin może być gospodarzem wielu pasożytów. Wśród stwierdzonych na obszarze Polski były: orzęski Ichthyophthirius multifiliis i Trichodinella epizootica, przywry Dactylogyrus triappendixis, Phyllodistomum duplicatum, Asymphylodora tincae, widłonóg raczek skrzelowy (Ergasilus sieboldi), myksosporidiowce Myxobolus ellipsoides, Thelohanellus pyriformis, tasiemiec Caryophyllaeus laticeps, pijawka rybia (Piscicola geometra), kolcogłowy Acanthocephalus anguillae i Acanthocephalus lucii, splewka karpiowa (Argulus foliaceus), metacerkarie Tylodelphys clavata, Skrjabillanus tincae i gatunku z rodzaju Diplostomum, larwy nicieni Raphidascaris acus, Philomeria ovata, wiciowiec Ichthyobodo necator. Często występują także świdrowce z rodzaju Trypanosoma, w tym Trypanosoma schulmani i Trypanosoma carasii. Pasożyty zewnętrzne mogą powodować dużą śmiertelność wśród młodych linów hodowlanych. Ichthyobodo necator może przyczynić się do całkowitego śnięcia wylęgu lina.

## Znaczenie gospodarcze i ochrona
W zbiornikach naturalnych lin nie ma dużego znaczenia gospodarczego, za to jest popularną rybą hodowlaną. Jest utrzymywany w stawach obok karpia jako ryba dodatkowa. Rośnie wolniej niż karp, ale ma mniejsze wymagania co do jakości wody i często hoduje się go tam, gdzie karp się nie przyjął. Istnieją szybko rosnące rasy stawowe, które już w pierwszym roku życia stają się tzw. „linem porcyjnym”, tj. o wadze 150–250 g. Hodowany jest szereg odmian ozdobnych, m.in. złotych i niebieskich, spotykanych w parkach i akwariach. Jego mięso uważane jest za cenne, ze względu na smak i delikatność. W latach 1961–1976 połowy lina w Polsce oscylowały wokół 300 ton rocznie.
IUCN uznaje go za gatunek najmniejszej troski (LC, Least Concern) od 1996. Trend populacji nieznany. W Polsce obowiązuje wymiar ochronny, niedozwolony jest połów linów, których długość mierzona od początku głowy do najdalszego krańca płetwy ogonowej nie przekracza 25 cm. Brak okresu ochronnego.